# Pierre Palmade
Pierre Palmade (23 de março de 1968, Bordéus Gironda) é um ator e comediante francês.

## Biografia
Palmade Pierre nasceu em Bordéus, Gironda. Ele fez seus estudos na escola primária Paul Antin e Alain-Fournier faculdade e ensino médio-Michel Montaigne.

## Cinéma
- 1991 : On peut toujours rêver, de Pierre Richard : Frédéric de Boilesve
- 1994 : Ma sœur est un chic type de Mathias Ledoux : Pierre Charmières
- 1994 : Je t'aime quand même de Nina Companéez : Vincent
- 1996 : Oui de Alexandre Jardin : Octave
- 1999 : Astérix et Obélix contre César de Claude Zidi : Assurancetourix
- 2004 : Au secours, j'ai 30 ans ! de Marie-Anne Chazel : Yann
- 2005 : L'Anniversaire de Diane Kurys : Jacques Leroy
- 2006 : Astérix et les Vikings de Stefan Fjeldmark et Jesper Møller : Cryptograf (voix)
- 2008 : Sagan de Diane Kurys : Jacques Chazot
- 2008 : Le Plaisir de chanter, de Ilan Duran Cohen
- 2009 : Incognito d'Éric Lavaine : Lui-même
- 2018 : Brillantissime de Michèle Laroque

## Televisão
- 1991 - 1992 : Double jeu, Antenne 2
- 1999 - 2005 : Tout le monde en parle, France 2
- 1999 : H, Canal+
- 2001 : La Cape et l'Épée, Canal+
- 2004 : Trois pères à la maison, M6
- 2010 : À dix minutes de la plage, La Une
- 2010 : Hero Corp, Comédie+
- 2010 - 2011 : Le Grand Restaurant, France 2
- 2011 : On n'demande qu'à en rire, France 2
- 2012 : Scènes de ménages : ce soir, ils reçoivent, M6
- 2013 : Top Chef, M6
- 2013 : Muriel Robin fait son show
- 2016 : L'Entreprise

## Espetáculos
- 1989 : Ma mère aime beaucoup ce que je fais de Pierre Palmade, mise en scène Sylvie Joly, Théâtre du Point-Virgule
- 1990 : On se connaît ? de Pierre Palmade, mise en scène Didier Long, Palais des Glaces
- 1991 : One man show Pierre Palmade, mise en scène Roger Louret, Olympia
- 1995 : Mon spectacle s'appelle revient de Pierre Palmade
- 1999 : Vous m'avez manqué de Pierre Palmade
- 2000 : Mes premiers adieux de Pierre Palmade
- 2010 : J'ai jamais été aussi vieux de Pierre Palmade, Le Palace, Théâtre des Bouffes-Parisiens
- 2017 : Aimez moi de Pierre Palmade, mise en scène Benjamin Guillard

## Teatro
- 1991 : Un point, c'est tout de Pierre Palmade et Muriel Robin, mise en scène Roger Louret
- 1992 : Passez me voir à l'occasion de Pierre Palmade, mise en scène Roger Louret, La Cigale
- 1993 : Ma sœur est un chic type de Pierre Palmade et avec Dominique Lavanant
- 1996 : Ils s'aiment de Pierre Palmade et Muriel Robin, avec Michèle Laroque, mise en scène Muriel Robin
- 2001 : Ils se sont aimés de Pierre Palmade et Muriel Robin, avec Michèle Laroque, mise en scène Muriel Robin, Théâtre de la Porte-Saint-Martin
- 2005 : Si c'était à refaire de Laurent Ruquier, mise en scène Jean-Luc Moreau, Théâtre des Variétés
- 2006 : Pierre et fils de Pierre Palmade et Christophe Duthuron, mise en scène Christophe Duthuron, avec Pierre Richard, musique (violon) Scott Tixier, Théâtre des Variétés
- 2008 : Le Comique de et avec Pierre Palmade et sa troupe de jeunes comédiens, mise en scène Alex Lutz, Théâtre Fontaine
- 2011 : L'Amour sur un plateau d'Isabelle Mergault, mise en scène Agnès Boury, Théâtre de la Porte-Saint-Martin
- 2012 : Ils se re-aiment de Pierre Palmade, avec Michèle Laroque
- 2013 : Le Fils du comique avec Anne-Élisabeth Blateau
- 2015 : Home de David Storey, mise en scène Gérard Desarthe, Théâtre de l'Œuvre
- 2016 : Ils s'aiment depuis 20 ans, un best-of des 3 précédents spectacles, interprété chaque soir par un couple différent formé par Pierre Palmade, Michèle Laroque et/ou Muriel Robin18